# Kabinettsbüro

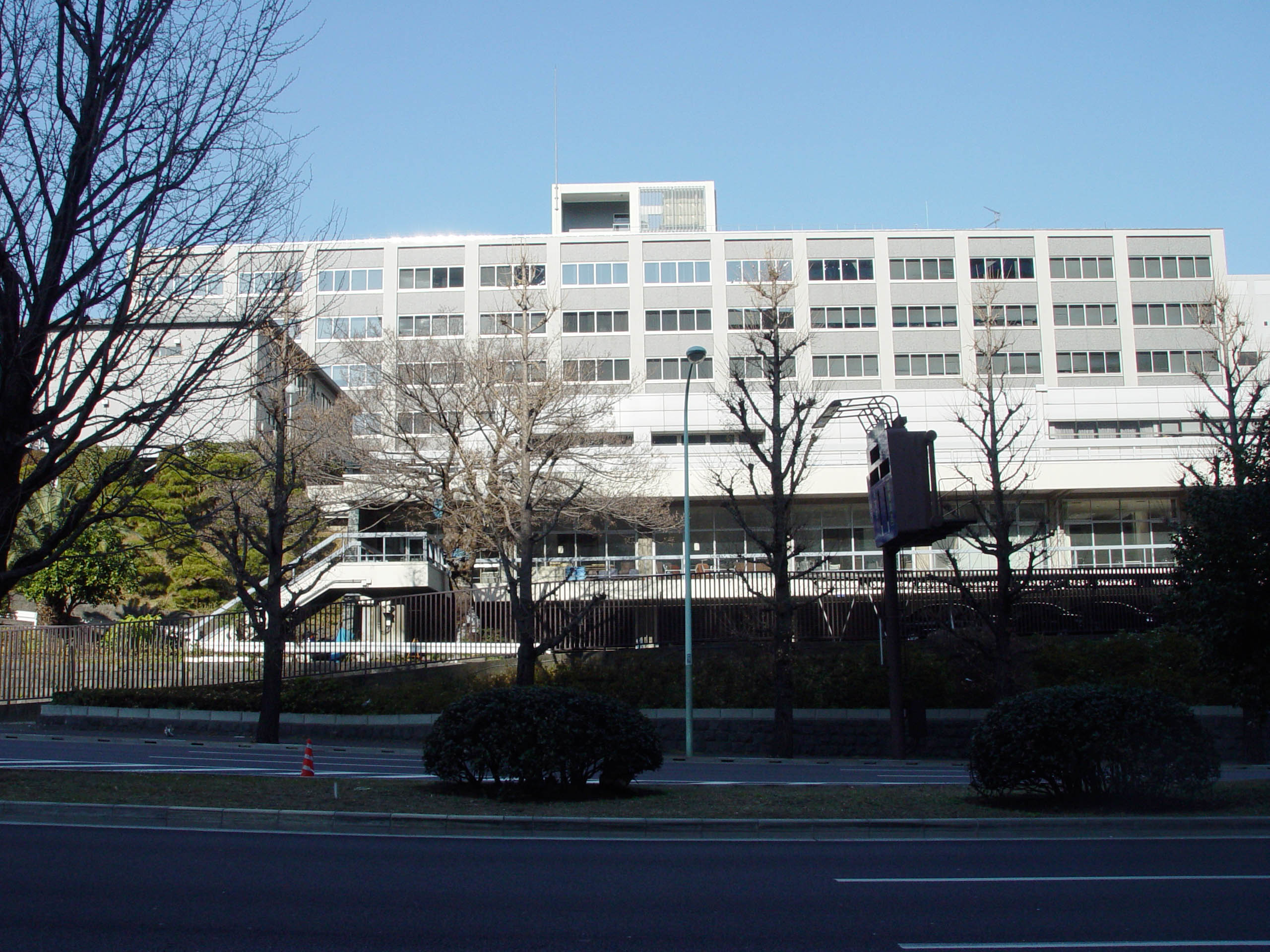
Der Hauptsitz von Kabinettsbüro und Kabinettssekretariat in Nagatachō, Chiyoda.

Das Kabinettsbüro oder Kabinettsamt (jap. 内閣府, naikaku-fu, engl. Cabinet Office) ist eine Behörde im japanischen Kabinett. Sie untersteht dem Premierminister und unterstützt ihn und sein Kabinett bei der Erfüllung ihrer Aufgaben. Neben dem Kabinettssekretariat koordiniert es die Tätigkeit der Ministerien. Außerdem sind ihm eine Reihe von Behörden zugeordnet, darunter das Kaiserliche Hofamt, die Nationale Kommission für Öffentliche Sicherheit (国家公安委員会, kokka kōan iinkai), die Wettbewerbskommission (公正取引委員会, kōsei torihiki iinkai), die Polizeibehörde (警察庁, keisatsu-chō) und die kinyū-chō (金融庁, dt.: Finanzbehörde; zuständig für die Regulierung des Finanz- und Bankensektors). Es gibt jährlich das Weißbuch der japanischen Wirtschaft heraus. Das Kabinettsbüro wurde in seiner heutigen Form 2001 bei der Reform der Zentralregierung geschaffen.

## Minister für besondere Aufgaben
Darüber hinaus sind dem Kabinettsbüro formal und damit im Haushalt auch eine Reihe von Staatsministern zugeordnet, die keinem Ministerium (省, -shō) vorstehen, die tokumei tantō daijin (特命担当大臣), deutsch etwa „Minister für besondere Aufgaben“. Ihre Zahl ist nicht festgelegt, aber drei Minister sind im naikaku-fu setchi-hō, dem „Gesetz zur Einrichtung des Kabinettsbüros“, selbst explizit vorgeschrieben: für Okinawa und den Konflikt um die Südkurilen (in Japan offiziell „Nördliche Territorien“), für das Finanzwesen und für Verbraucherschutz und Lebensmittelsicherheit. Weitere Minister für besondere Aufgaben gibt bzw. gab es unter anderem für:
- Wirtschafts- und Fiskalpolitik (経済財政政策, keizai-zaisei-seisaku) als Nachfolger für den Minister als Leiter der Wirtschaftsplanungsbehörde, keizai-kikaku-chō, die 2001 in das Kabinettsbüro integriert wurde,
- Wissenschaft- und Technologiepolitik, (科学技術政策, kagaku-gijutsu-seisaku) als Nachfolger für den Minister als Leiter die Wissenschafts- und Technologiebehörde, kagaku-gijutsu-chō, die 2001 in das Kultusministerium integriert wurde,
- Katastrophenschutz (防災, bōsai).

Einige Ministerpositionen für besondere Aufgaben wie die ursprünglich zwei Minister für Geburtenrückgang und Geschlechtergleichstellung wurden mehrfach neu zugeschnitten oder umbenannt. Mehrere wurden nach dem Machtverlust der LDP 2009 neu geschaffen, darunter die Zuständigkeiten für neue Institutionen beim Kabinettsbüro: die „Strategiekonferenz für regionale Souveränität“ (chiiki shuken senryaku kaigi) und die „Konferenz zur Erneuerung der Verwaltung“ (gyōsei sasshin kaigi).
Weitgehend vollständige Liste (bis 2024) der 内閣府特命担当大臣 Naikaku-fu tokumei-tantō daijin, englisch Übersetzung über die Jahre variabel, derzeit „Minister of State“ im Einzelfall, kollektiv „Ministers of State for Special Missions“, Zeitspannen nur für die Zeit in der sie als solche existierten
- Okinawa & „Nördliche Territorien“ (沖縄及び北方対策 Okinawa oyobi hoppō taisaku), durchgehend seit 2001, Vorläufer mit Kabinettsrang: Okinawa-Behörde
- Katastrophenschutz (防災 bōsai), durchgehend seit 2001
- Finanzsektor (金融 kin’yū), durchgehend seit 2001, zugehörige Behörde Kin’yū-chō (金融庁 englisch FSA)
- Wirtschafts- & Fiskalpolitik (経済財政政策 keizai-zaisei-seisaku), durchgehend seit 2001, Vorläufer mit Kabinettsrang: Wirtschaftsplanungsamt
- Wissenschafts- & Technologiepolitik (科学技術政策 kagaku-gijutsu-seisaku), durchgehend seit 2001
- hier zusammengefasst als Geburtenrückgang & Geschlechtergleichstellung, in der Regel in Personalunion besetzt
  - Geschlechtergleichstellung (男女共同参画 danjo kyōdō sankaku), 2001–2005 und seit 2007 (zwischenzeitlich zusammengelegt)
  - Erziehung junger Menschen & Maßnahmen bzgl. Geburtenrückgang (青少年育成及び少子化対策 seishōnen ikusei oyobi shōshika taisaku), 2003–2005
  - Geburtenrückgang & Geschlechtergleichstellung (少子化・男女共同参画 shōshika・danjo kyōdō sankaku), 2005–2007
  - Geburtenrückgang (少子化 shōshika), seit 2007
- Verbraucher[schutz] & Lebensmittelsicherheit (消費者及び食品安全 shōhisha oyobi shokuhin anzen), seit 2009
  - Lebensmittelsicherheit (食品安全 shokuhin anzen), 2003–2009
  - Verbraucher[schutz] (消費者 shōhisha), September 2009
- in Personalunion besetzt
  - „Kinderpolitik“ (こども政策 kodomo seisaku), seit 2022, zugehörige Behörde: Kodomo-katei-chō („Behörde für Kinder & Haushalte/Familien“)
  - „Aktivierung junger Menschen“ (若者活躍 wakamono katsuyaku), seit 2022
- Weltraumpolitik (宇宙政策 uchū seisaku), seit 2008
- Maritimes/„Meerespolitik“ (海洋政策 kaiyō seisaku), seit 2017
- Deregulierung/„Regulierungsreform“ (規制改革 kisei kaikaku), 2001–2009 & seit 2012
- die „Organisation zur Wiederbelebung der Industrie“ (産業再生機構 sangyō saisei kikō; von 2003 bis 2007 bestehendes öffentliches Unternehmen), 2003–2005
- den Schutz persönlicher Daten (個人情報保護 kojin jōhō hogo), 2003–2005
- das My-Number-System (マイナンバー制度 mainanbā seido; umfassende Sozialversicherungsnummer), 2016–2021
- die „Cool-Japan“-Strategie (クールジャパン戦略 kūru Japan senryaku), seit 2016
- Strategie zum geistigen Eigentum (知的財産戦略 chiteki zaisan senryaku), seit 2016
- „neues Gemeinwesen“ (「新しい公共」 atarashii kōkyō; Programm zur Förderung von PPPs, zivilgesellschaftlichen Institutionen u. ä.), 2010–2012
- Reformen zur Dezentralisierung (地方分権改革 chihō bunken kaikaku), 2006–2009 & 2012–2014
- „Förderung regionaler Souveränität“ (地域主権推進 chiiki shuken suishin), 2009–2012
- „nationale strategische Sonderzonen“ (国家戦略特別区域 kokka senryaku tokubetsu kuiki; Teil der „local Abenomics“) 2013–2015
- „Regionalbelebung“ (地方創生 chihō sōsei, englisch Overcoming Population Decline and Vitalizing Local Economy in Japan; Teil der „local Abenomics“), seit 2014
- „Erneuerung der Verwaltung“ (行政刷新 gyōsei sasshin; s. Gyōsei Sasshin Kaigi), 2009–2012
- die „Organisation zur Unterstützung von Entschädigungen für Atomkraftschäden & Reaktorückbau etc.“ (原子力損害賠償・廃炉等支援機構 genshiryoku songai baishō・hairō-tō shien kikō; 2011 eingerichtete Sonderkörperschaft, s. Tōhoku-Erdbeben 2011), seit 2014
  - die „Organisation zur Unterstützung von Entschädigungen für Atomkraftschäden“ (原子力損害賠償支援機構 genshiryoku songai baishō shien kikō), 2011–2014
- „Atomkraftkatastrophenschutz“ (原子力防災 genshiryoku bōsai), seit 2012
  - „Atomkraftverwaltung“ (原子力行政 genshiryoku gyōsei), 2011–2012
- „Ainu-Maßnahmen/Politik“ (アイヌ施策 Ainu shisaku), seit 2022
- „wirtschaftliche Sicherheit“ (経済安全保障 keizai anzen hoshō), seit 2022
- „Digitalreformen“ (デジタル改革 dejitaru kaikaku), seit 2022
- „Zusammenleben & Zusammenarbeit“ (共生・共助 kyōsei, kyōjo), seit 2024

Darüber hinaus gibt es seit 2001 informell bezüglich gesetzlicher Grundlage mit im Vergleich kurzfristigeren Aufgaben „beauftragte Minister“ (担当大臣 tantō daijin, englisch variabel, derzeit „Minister in charge of...“). Solche Zuständigkeiten sind beim Kabinettssekretariat angesiedelt.